# نيكولاي نوفيكوف
نيكولاي نوفيكوف (بالروسية: Новиков, Николай)‏ (مواليد 15 مايو 1946) هو ملاكم من الاتحاد السوفيتي، مثّل بلاده في الألعاب الأولمبية الصيفية 1968.

## روابط خارجية
نيكولاي نوفيكوف على موقع أوليمبيديا (الإنجليزية)